# Condado de Adams (Nebraska)
O Condado de Adams é um dos 93 condados do estado norte-americano de Nebraska. A sede do condado é Hastings, que é também a sua maior cidade. O condado tem uma área de 1461 km² (dos quais 3 km² estão cobertos por água), uma população de 31 151 habitantes, e uma densidade populacional de 21 hab/km² (segundo o censo nacional de 2000).

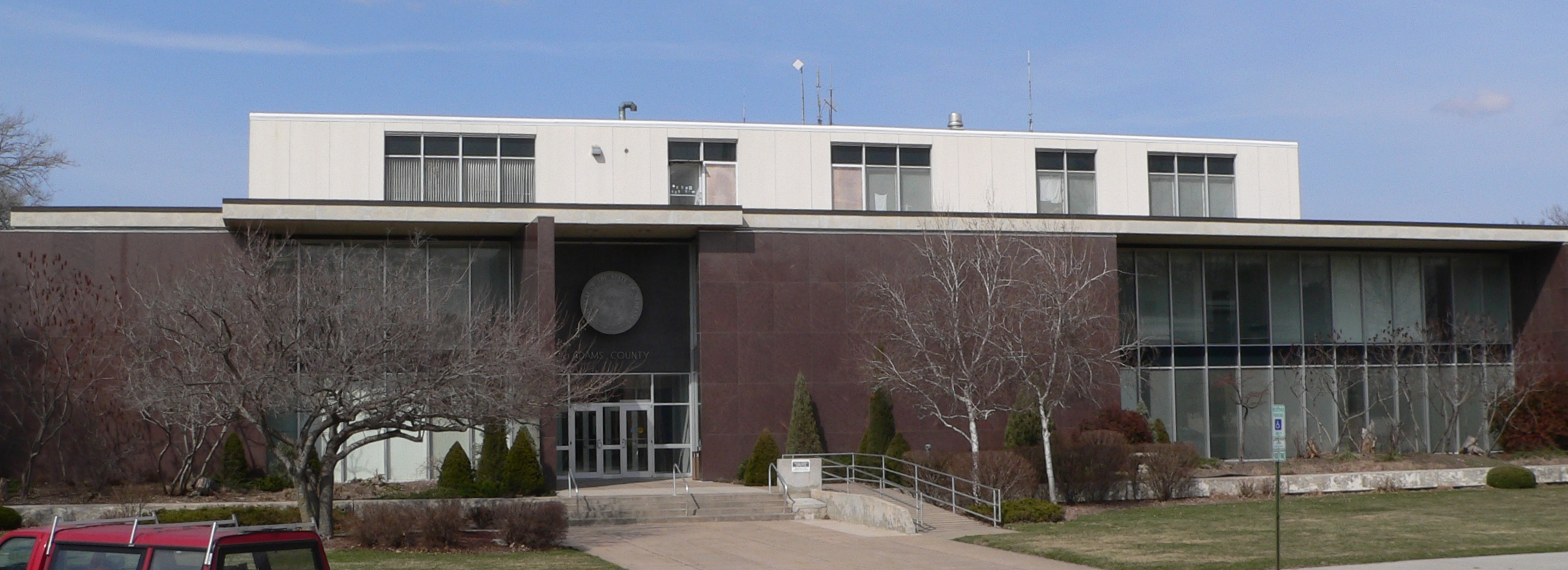
Tribunal do condado de Adams em Hastings, Nebraska